# 田牧大和
田牧 大和（たまき やまと、1966年7月2日 - ）は、日本の小説家。東京都生まれ。明星大学人文学部英語英文学科卒業。2007年『色には出でじ、風に牽牛』（『花合せ』）で第2回小説現代長編新人賞を受賞。

## 著書

### 鯖猫（さばねこ）長屋シリーズ
- 『鯖猫長屋ふしぎ草紙』PHP研究所、2013年6月／PHP文芸文庫、2016年11月
- 『鯖猫長屋ふしぎ草紙（二）』PHP文芸文庫、2017年3月
- 『鯖猫長屋ふしぎ草紙（三）』PHP文芸文庫、2017年9月
- 『鯖猫長屋ふしぎ草紙（四）』PHP文芸文庫、2018年3月
- 『鯖猫長屋ふしぎ草紙（五）』PHP文芸文庫、2018年9月
- 『鯖猫長屋ふしぎ草紙（六）』PHP文芸文庫、2019年3月
- 『鯖猫長屋ふしぎ草紙（七）』PHP文芸文庫、2019年9月
- 『鯖猫長屋ふしぎ草紙（八）』PHP文芸文庫、2020年3月
- 『鯖猫長屋ふしぎ草紙（九）』PHP文芸文庫、2020年12月
- 『鯖猫長屋ふしぎ草紙（十）』PHP文芸文庫、2022年8月
- 『鯖猫長屋ふしぎ草紙（十一）』PHP文芸文庫、2024年4月

### 藍千堂（あいせんどう）シリーズ
- 『甘いもんでもおひとつ 藍千堂菓子噺』文藝春秋、2013年10月 / 文春文庫、2016年5月
- 『晴れの日には 藍千堂菓子噺』文藝春秋、2016年6月 / 文春文庫、2018年7月
- 『あなたのためなら 藍千堂菓子噺』文藝春秋、2019年1月 / 文春文庫、2021年6月
- 『想い出すのは 藍千堂菓子噺』文藝春秋、文春文庫、2022年7月
- 『子ごころ親ごころ 藍千堂菓子噺』文藝春秋、文春文庫、2023年7月
- 『わかれ道の先 藍千堂菓子噺』文藝春秋、文春文庫、2024年7月

### 濱次シリーズ
- 『花合せ 濱次お役者双六』講談社、2007／講談社文庫、2010
- 『質草破り 濱次お役者双六 2ます目』講談社文庫、2012
- 『翔ぶ梅 濱次お役者双六 3ます目』講談社文庫、2012
- 『半可心中 濱次お役者双六』講談社文庫、2014
- 『長屋狂言 濱次お役者双六』講談社文庫、2015

### 錠前破り、銀太シリーズ
- 『錠前破り、銀太』講談社文庫、2016年8月
- 『錠前破り、銀太　紅蜆（べにしじみ）』講談社文庫、2017年7月
- 『錠前破り、銀太　首魁』講談社文庫、2018年12月

### からくりシリーズ
- 『緋色からくり』新潮社、2009／新潮文庫（女錠前師謎とき帖 1）、2011
- 『数えからくり 女錠前師緋名』新潮社、2010／新潮文庫（女錠前師謎とき帖 2）、2013

### 三悪人シリーズ
- 『三悪人』講談社、2009／講談社文庫、2011
- 『春疾風(はやて)  続・三悪人』講談社、2011

### とんずら屋シリーズ
- 『とんずら屋弥生請負帖』角川書店、2012／角川文庫（とんずら屋請負帖 1)、2013
- 『仇討 とんずら屋請負帖』角川文庫、2013

### 其角（きかく）と一蝶（いっちょう）シリーズ
- 『酔ひもせず 其角と一蝶』光文社、2015
- 『彩（いろ）は匂へど 其角と一蝶』光文社、2016

### 縁切寺お助け帖シリーズ
- 『縁切寺お助け帖』角川文庫、2019年1月
- 『縁切寺お助け帖　姉弟ふたり』角川文庫、2020年1月

### その他の作品
- 『泣き菩薩』講談社、2008／講談社文庫、2011
- 『身をつくし 清四郎よろづ屋始末』講談社、2010／講談社文庫、2013
- 『散り残る』講談社、2011
- 『三人小町の恋 偽陰陽師拝み屋雨堂』新潮社、2011／新潮文庫（陰陽師 阿部雨堂）、2016
- 『盗人』新潮社、2012
- 『ほそ道密命行』徳間書店、2012
- 『とうざい』講談社、2013
- 『八万遠（やまと）』新潮社、2015
- 『まっさら 駆け出し目明し人情始末』角川文庫、2016
- 『恋糸ほぐし 花簪（かんざし）職人四季覚（おぼえ）』実業之日本社、2016年11月 / 実業之日本社文庫、2018年12月
- 『かっぱ先生ないしょ話　お江戸手習塾控帳』 実業之日本社文庫、2019年12月
- 『大福三つ巴　宝来堂うまいもん番付』講談社文庫、2021年1月
- 『紅きゆめみし』光文社、2021年7月
- 『古道具おもかげ屋』ポプラ文庫、2021年12月

## 参考
- ISBN 978-4-10-136432-2